# Fontaine d'Israël
La Fontaine d'Israël (Israelis Brünnlein) est une œuvre musicale religieuse de Johann Hermann Schein composée en 1623. Son inspiration italianisante est mis en exergue dans la partition où le compositeur sous-titre auf einer italian madrigalische ("à la manière d'un madrigal italien").
L'œuvre se compose de 26 motets pour cinq voix et basse continue (à l'exception d'un seul, pour six voix, le dernier N°26 Nu danket alle Gott) sur des textes allemands extraits de l'Ancien Testament (sauf le N° 19 Ach Herr, ach meine schone) attribué au musicien lui-même).
La musique se caractérise, outre son style italien, par son adéquation précise avec le texte chanté avec un respect de l'accentuation et de la métrique syllabique. Les écarts avec cette règle donnent un procédé permettant amplifier l'aspect émotionnel de la parole.
L'exécution totale de l'œuvre demande près d'une heure trente.
- 1 O Herr, ich bin dein Knecht
- 2 Freue dich des Weibes deiner Jugend
- 3 Die mit Tränen säen
- 4 Ich lasse dich nicht
- 5 Dennoch bleibe ich stets an dir
- 6 Wende dich, Herr, und sei mir gnädig
- 7 Zion spricht: Der Herr hat mich verlassen
- 8 Ich bin jung gewesen
- 9 Der Herr denkt an uns
- 10 Da Jakob vollendet hatte
- 11 Lieblich und schöne sein ist nichts
- 12 Ist nicht Ephraïm mein teurer Sohn
- 13 Siehe an die Werk Gottes
- 14 Ich freue mich im Herren
- 15 Unser Leben währet siebnzig Jahr
- 16 Ihr Heiligen, lobsinget dem Herren
- 17 Herr, lass meine Klage
- 18 Siehe, nach Trost war mir sehr bange
- 19 Ach Herr, ach meiner schone
- 20 Drei schöne Dinge sind
- 21 Was betrübst du dich, meine Seele
- 22 Wem ein tugendsam Weib bescheret ist
- 23 O, Herr Jesu Christe
- 24 Ich bin die Wurzel des Geschlechtes David
- 25 Lehre uns bedenken
- 26 Nu danket alle Gott